# Set Dorments d'Efes
Els Set Dorments d'Efes són uns personatges llegendaris de la tradició cristiana i la islàmica, on són venerats com a persones santes.

## Llegenda cristiana
Segons la Llegenda àuria, la història es desenvolupa en temps de les persecucions de l'emperador romà Deci (249-251) contra els cristians. Set funcionaris del palau d'Efes, naturals de la ciutat, van ésser acusats com a cristians; llurs noms eren: Maximià, Malcus, Marcià, Dionís, Joan, Serapió i Constantí. Com que l'emperador era de viatge, els set van repartir la seva fortuna entre els pobres i van fugir a refugiar-se a una muntanya veïna, el mont Celion. L'emperador, en arribar, va fer cercar els set cristians. Aquests, amagats en una cova, van ésser trobats pels soldats i Deci va fer construir un mur a l'entrada de la cova per deixar-los emparedats i morissin. Els joves, llavors, van caure misteriosament adormits.
En 378 (segons la Llegenda àuria), durant el regnat de Teodosi II, un manobre va obrir per atzar la cova i els Set Dorments van desvetllar-se, sense saber que havien dormit durant més de cent cinquanta anys. Van veure que ja no eren perseguits i que el cristianisme havia esdevingut la religió de l'Imperi. Es va veure en el miracle una prova de la realitat de la resurrecció dels morts. Els Set Dorments van morir el mateix dia, després que el bisbe i els ciutadans d'Efes poguessin comprovar el miracle, i van ésser enterrats a la mateixa cova per ordre de l'emperador Teodosi II, que havia tingut un somni on els dorments li havien demanat que els deixés romandre a la cova fins al dia de la resurrecció final.

## Tradició musulmana
A l'islam, la llegenda es narra a la sura 18 de l'Alcorà, anomenada al-Kahf, "de la caverna", que parteix de la llegenda cristiana. L'Alcorà no especifica el lloc de la caverna ni el nombre de dorments, que hi passen dormint amb el seu gos 309 anys lunars (300 anys solars). Eren cristians que van decidir de retirar-se a viure a una cova i quedar-s'hi a viure, ja que la societat era corrupta i opressiva i no permet la lliure pràctica religiosa ni el lliure pensament. No obstant això, no s'adonen del temps que passa i quan en surten troben que al món s'ha implantat l'islam i que és una religió millor, a la qual es converteixen, morint llavors en pau. En alguns llocs són venerats com a persones santes, considerant-los sants locals, com els Set Sants de Regraga, al Marroc, a la mesquita del Set Dorments de Quenin.

## Expansió i variants de la llegenda
Les versions més antigues de la llegenda es troben a Efes. Abans de les primeres narracions de Gregori de Tours i Simeó Metaphrastes, es troba la llegenda a fonts siríaques, com una homilia en vrs de Jacob de Saruq d'Edessa, mort en 521, o un manuscrit siríac (British Museum, Cat. Syr. Mss, p. 1090) que parla de vuit dorments.
La llegenda s'estengué ràpidament a Occident, sobretot per l'obra de Gregori de Tours De gloria martyrum, del final del segle vi. Al segle vii s'estén per Orient arran de la versió de l'Alcorà.
Pau Diaca reexplica la història a Historia Longobardorum (i.4), que la situa a les fronteres del nord-oest d'Alemanya, en una cova a la riba del mar, on en temps immemorials van dormir set homes sants.

### Fonts folklòriques

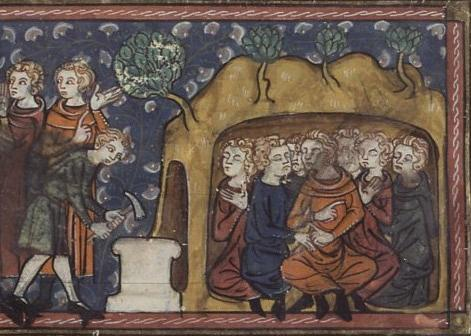
Deci ordena tancar la cova dels Set Dorments, manuscrit del s. XIV.
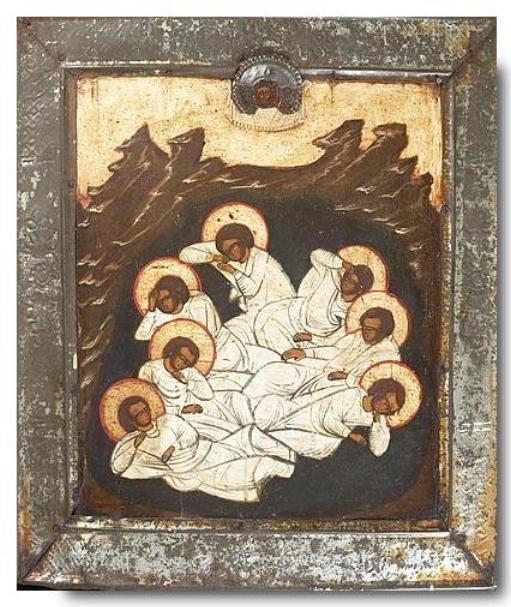
Icona russa del s. XIX
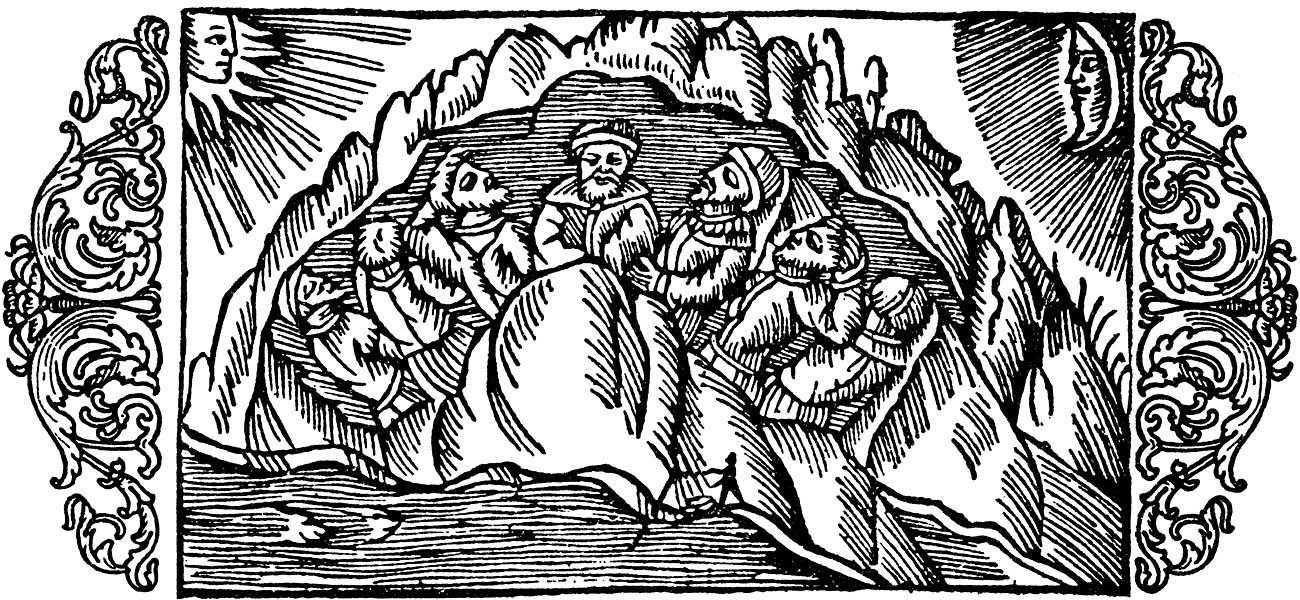
Gravat de 1555, a Olaus Magnus, Historia de gentibus septentrionalibus
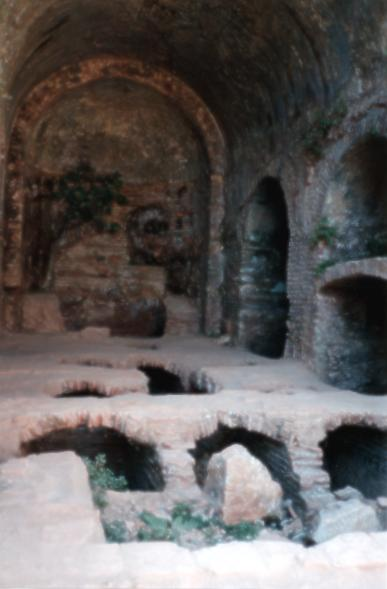
Interior de la cova dels Set Dorments a Efes.
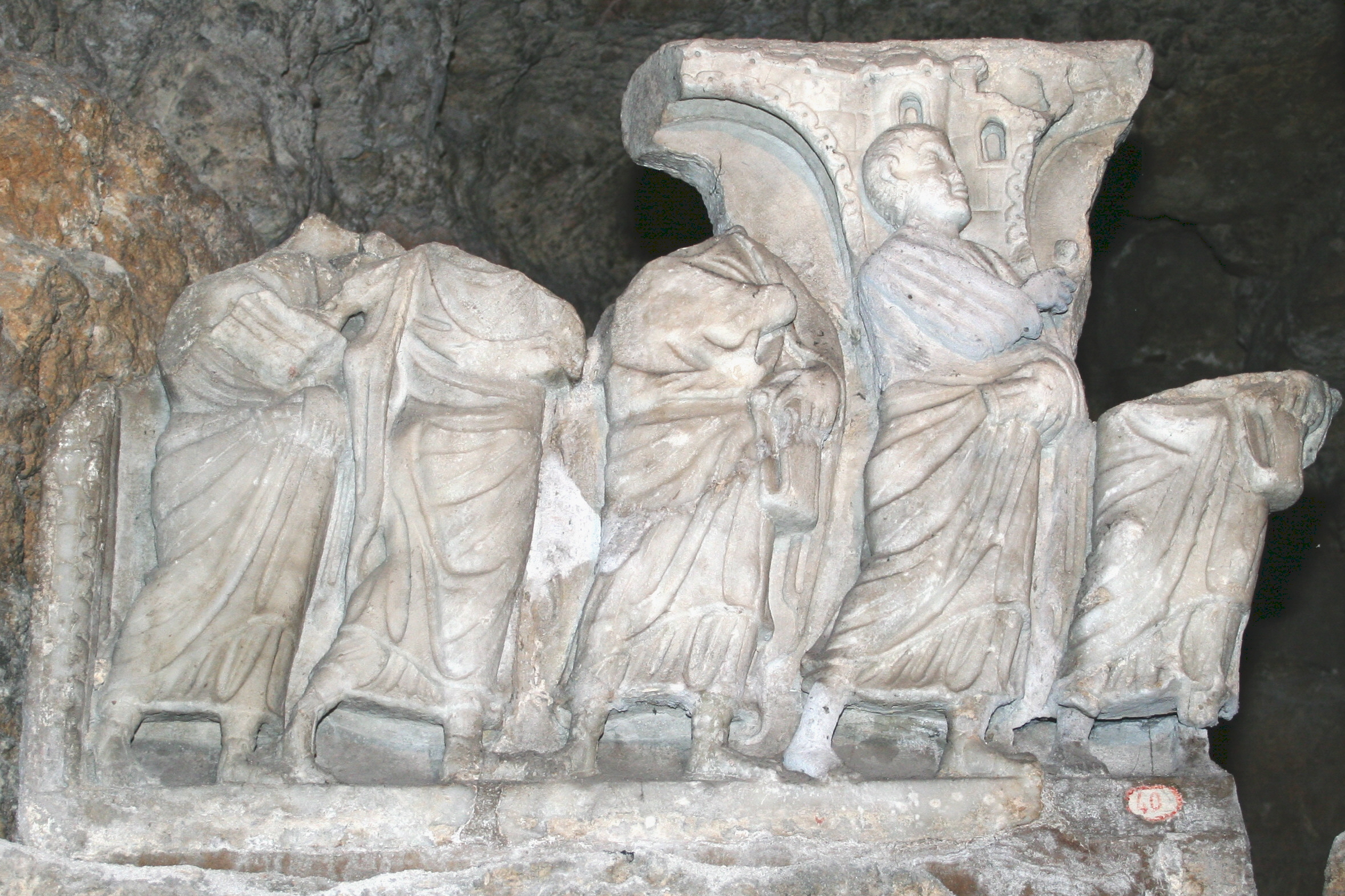
Fragment de l'anomenat Sarcòfag dels Set Dorments, s. IV (Abadia de Sant Víctor, Marsella)